# Mine Act
Il Mine Act è una legge federale degli Stati Uniti d'America.
Nel 1977 fu varato il Federal Mine Safety and Health Act, detto Mine Act, che ha trasferito al Ministero della Salute le competenze sulla sicurezza e sull'igiene nelle miniere -precedentemente spettanti al Ministero dell'Ambiente - e ha mutato in Mine Safety and Health Administration la denominazione dell'originario Bureau of Mines.